# Thorey-en-Plaine
Thorey-en-Plaine település Franciaországban, Côte-d’Or megyében. Lakosainak száma 1134 fő (2022. január 1.). Thorey-en-Plaine Rouvres-en-Plaine, Longecourt-en-Plaine, Bretenière, Marliens és Saulon-la-Chapelle községekkel határos.

## Népesség
A település népessége az elmúlt években az alábbi módon változott:
| Lakosok száma | 165  | 413  | 611  | 960  | 1073 | 1108 | 1051 | 1040 | 1050 | 1134 |
|               | 1968 | 1982 | 1990 | 2006 | 2013 | 2015 | 2017 | 2019 | 2020 | 2022 |